# Кудрин, Борис Иванович
Борис Иванович Кудрин (15 ноября 1934 — 25 февраля 2020) — доктор технических наук, профессор.

## Биография
Родился в городе Ленинск-Кузнецкий 15 ноября 1934 года. Отец — Кудрин Иван Никифорович — финансист, был репрессирован в августе 1937 г., реабилитирован Верховным Судом Казахской ССР 10 апреля 1956 г. Мать, Кудрина Александра Николаевна (1913—1949), врач-фтизиатр.
В 1952 году без сдачи вступительных экзаменов поступил в Сибирский металлургический институт им. С. Орджоникидзе (г. Новокузнецк), закончил его в 1958 году по специальности «горный инженер-электромеханик».
В 1960 г. поступил на работу в Специальное проектно-конструкторское бюро Восточного углехимического института (г. Новокузнецк) старшим инженером, позднее стал начальником энергетического отдела.
В 1961 г. зачислен аспирантом Химико-металлургического института Сибирского отделения АН СССР по специальности «Химия и технология твёрдого топлива». В этот период создал опытную установку и проводил опыты по электрококсованию.
В январе 1963 года, в связи с укрупнением НИИ на востоке, был переведён в институт «Сибгипромез» главным специалистом, затем был назначен начальником крупнейшего в отрасли электротехнического отдела, принимавшего основные технические решения по электрической части всех сибирских металлургических заводов (Западно-Сибирского и Кузнецкого комбинатов, Гурьевского, Петровск-Забайкальского и Новосибирского заводов, Амурстали), ударник строительства Запсиба, организатор и председатель межобластной секции НТО ЧМ.
После защиты кандидатской диссертации в Томском политехническом институте (1973) организовал в Сибгипромезе отдел вычислительной техники и автоматизации проектирования. В связи с выполнением ряда проектов по новой технике, авторской трактовкой построения систем электроснабжения заводов, предложениями по нормам проектирования, в 1976 году переведён Минчерметом СССР в центральный отраслевой институт «Гипромез» (Москва), где прошёл путь от главного конструктора, начальника отдела, главного инженера проекта до главного конструктора отраслевой «САПР-Чермет», возглавив работы по перспективе развития электрооборудования, электроснабжения, энергетики предприятий чёрной металлургии и осуществляя рецензирование всех технических проектов, проектных соображений и ТЭО, выпускавшихся 30-ю отраслевыми институтами.
Численность центрального Гипромеза к 1988 году составляла 2649 человек, и на него были возложены все решения по зарождающейся электрике и создаваемой системе автоматизированного проектирования. В соответствии с постановлением 1986 года «Об улучшении координации работ в области ВТ и о повышении эффективности её использования» Б. Кудрин подготовил «Отраслевой аннотированный перечень программ». Впервые в стране была заложена основа лингвистического обеспечения автоматизации проектирования на ценологической основе. Выпущен 3-томный «Словарь разработчика больших металлургических систем».
В 1985 году назначен начальником отраслевого отдела САПР-чермет и Главным конструктором САПР-чермет (1990—2002). В 1991 году переведён в Московский энергетический институт и принят на должность профессора на кафедре электроснабжения промышленных предприятий; в 1992 г. по конкурсу переведён на должность заведующего кафедрой, в качестве которого работал до 1996 г. В настоящее время профессор МЭИ.

## Проектная и инженерная деятельность
За время работы проектировщиком, которая началась с 1960 году и продолжается и сейчас как консультанта, запроектировал и участвовал в строительстве (авторский надзор) свыше 200 проектов, реализованных на Западно-Сибирском металлургическом комбинате: схемы электроснабжения по 220 и 110 кВ, площадочное электроснабжение около 100 распределительных подстанций 10 кВ, ряд опорных подстанций, свыше 10 электрооборудование цехов, подстанция 220 кВ «Евразовская» (2005—2007); Кузнецком комбинате (отделение короткомерных рельсов, оборотный цикл, цех ширпотреба); Новосибирском заводе им. Кузьмина (стан ПВ-800, агрегат «Зундвик» и агрегат «Комек»); Оскольском, Новолипецком комбинатах, на ряде других заводов и предприятий разных отраслей. Инициировал пересмотр схем электроснабжения всех сибирских металлургических заводов. Участвовал в разработке и техническом согласовании электроснабжения установок «ковш-печь» конвертерного цеха № 2 ЗапСиба, включая подстанцию 220/35 кВ ОП 25 (1996).
В 1975 году участвовал в проектировании электроснабжения Оскольского электрометаллургического комбината. Там же запроектировал крупнейший в Европе блок «Энергоремонт» в составе энерго- и электроремонтного цехов, цеха сетей и подстанций, ЦЭТЛ, трансформаторно-масляного хозяйства.
В 1998 году заключил контракт с Исламской Республикой Иран на выполнение работ по электроремонтному цеху железной дороги Ирана. Дважды был откомандирован в Иран для консультаций по выполнению проектов электроснабжения и электроремонта.
Участвовал (1988) в подготовке Комплексной программы научно-технического прогресса СССР на 1991—2010 годы. После образования в 1995 г. в составе ЕвразХолдинга — энергоснабжающей компании ООО «Металлэнергофинанс» Кудрин Б. И. с 1999 г. по 1 кв. 2005 г. был советником генерального директора и готовил для согласования с энергосистемой документы по развитию электроснабжения, учёту электроэнергии, подключений, энергосбережения. К сетям МЭФ было подключено свыше 3300 предприятий и организаций, услугами теплоэлектроснабжения пользовалось ок. 200 тыс. жителей. МЭФ распределял до 8 млрд кВтч в год. В ноябре 2002 г. ФЭК РФ включил МЭФ одним из первых субъектов Федерального оптового рынка, на котором с июля 2000 г. МЭФ принимал участие в торгах. Участвовал в работе «Схема внеплощадочного электроснабжения Запсиба и КМК». Участвовал в обсуждении (2004) строительства производства древесных плит МДФ в г. Лесосибирск. Утверждена (2002) Главэнергонадзором «Временная методика ценологического определения параметров электропотребления, нормирования и оценки энергосбережения». Разработал (2002) «Предложения по стратегии развития ОАО „Металлэнергофинанс“ в 2003—2010 гг.». Подготовил и провёл учёбу по вводу в промышленную эксплуатацию и сдачу в НП АТС системы АСКУЭ МЭФ (2004). Разработал свыше 30 ГОСТ, указаний и норм, нормалей, рекомендаций по проектированию электрической части промышленных объектов, в частности, «Указания и Нормы по проектированию систем электроснабжения» (1981) и электроремонта (1987). Участвовал в разработке введённых впервые с 2000 года СТП Г 1.402-99 и СТП Г 2.101-99 Проектная документация. Основные требования и Система качества. Общие положения. Осуществлена систематизация, классификация и интеграция в информационную технологию понятий, терминов и определений электроэнергетики промышленности, коммерческой сферы и быта (1998).

## Преподавательская и научная деятельность
В 1971 году поступил в заочную аспирантуру Томского политехнического института и в 1973 г. защитил кандидатскую диссертацию «Организация и управление электроремонтом электрических систем».
С 1982 г. профессор Московского энергетического института, заведующий кафедрой электроснабжения промышленных предприятий, председатель УМО Госкомвуза РФ по специальности 181300 «Внутризаводское электрооборудование». Для подготовки кадров для потребителей электротехнических изделий и электроэнергии обосновал необходимость (1993) и подготовил учебные программы по новой специальности «Электрическое хозяйство предприятий, организаций и учреждений». Издал более 10 монографий, свыше 40 книжных изданий, учебников и пособий, в том числе базовый учебник по электроснабжению: 1988, 1995, 2005, 2006, 2007, 2009, 2011, 2012, 2013 годы.
Член диссертационных советов в Москве и Липецке. Подготовил по разным специальностям семь докторов наук и 43 кандидата.
После 1979 г. — научный руководитель постоянно действующего семинара Московского Дома научно-технической пропаганды им. Ф. Э. Дзержинского.
Руководитель Комиссии по применению математики в биологии Московского Общества Испытателей Природы при МГУ, редактор и ответственный за выпуск докладов МОИП по общей биологии.
Директор ТОО «Электрика» (1992–1998). Выполнял работы по развитию электроснабжения, прогнозу и организации информационной базы электропотребления предприятий России, Белоруссии и Казахстана, в т.ч. работу «Разработка энергетического баланса Белорусского металлургического завода и оптимизация параметров электропотребления» (1993). Организовал издание ряда книг по философии и ценологии, в том числе «Античность. Символизм. Технетика» (1995), Информационный банк «Черметэлектро» (1995), «Линии Демокрита и Платона в истории культуры» (1997).
Генеральный директор ООО «Технетика» (2004 – по настоящее время), осуществляющей научные исследования и разработки в области естественных и технических наук; деятельность по созданию и использованию баз данных и информационных ресурсов; издание журналов, периодических публикаций, книг, брошюр, буклетов; деятельность по обеспечению работоспособности электрических сетей. Организатор конференций по электрификации (с 1971 г. по наст. время), по общей и прикладной ценологии (с 1996 г.).
Перечень основных публикаций профессора. Б. И. Кудрина по трём направлениям (электрика, технетике, общая ценология) за период 1969–2013 гг. состоит из более чем 800 позиций. Ниже приведено извлечение.

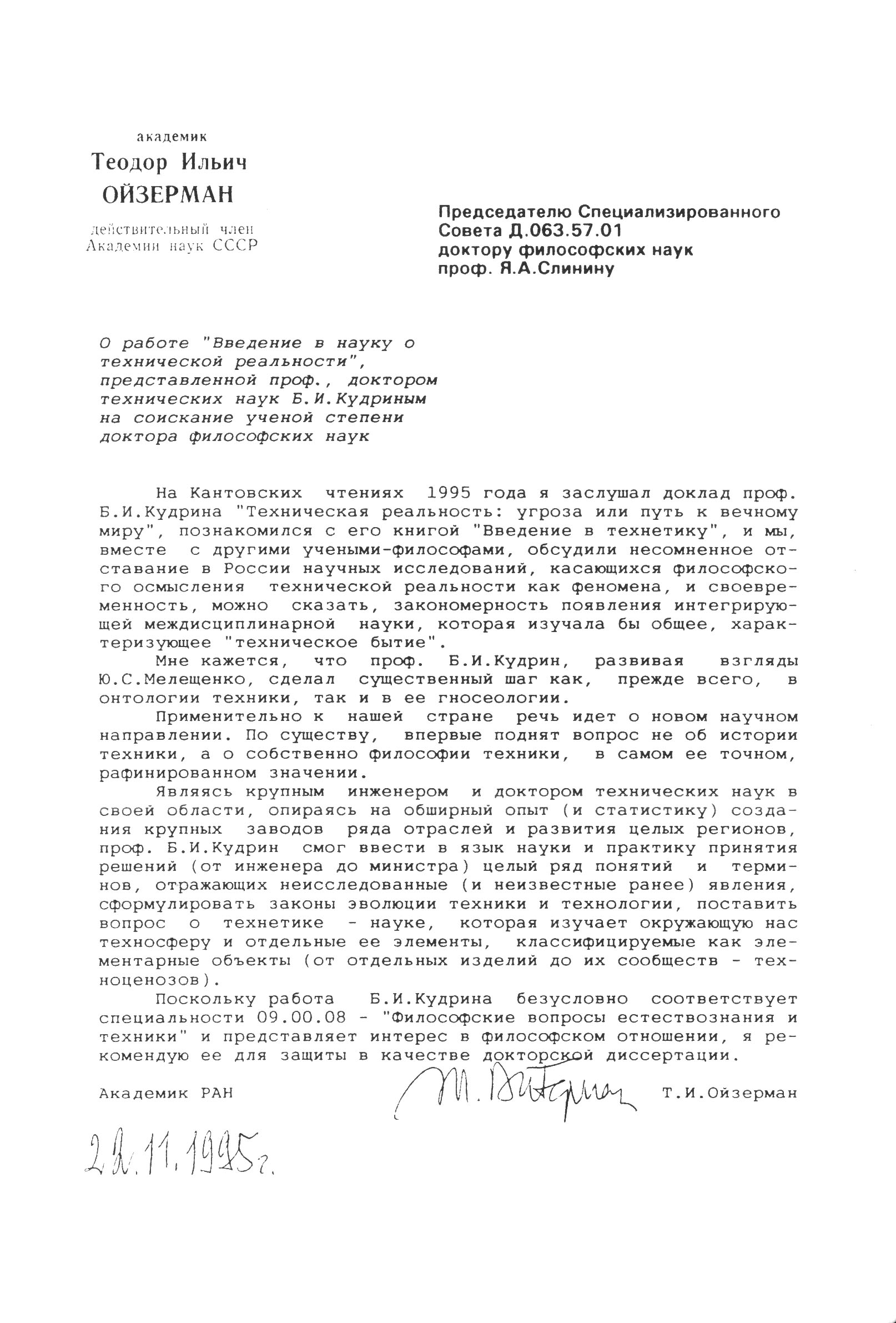
Академик Ойзерман Т.И., познакомившись с работой «Введение в технетику» Б.И. Кудрина, дал ей положительную оценку. В результате появился следующий документ

## Ученые о технетике и техноценозах
Отечественная философия несёт идеологическую ответственность за разгром генетики, противодействие кибернетике, задержку осознания постулатов второй вероятно-статистической картины мира. Изо всех сил философия тормозит формирование науки о технической реальности. Акад. В. А. Лекторский утверждал, что в действительности применение «биологического подхода» к изучению науки и др. продуктов человеческой деятельности не даёт ничего нового (Лекторский В. А. Субъект. Объект. Познание. М., 1980. С. 283). И за 20 лет это мнение не изменилось (см. О новом и былом. Открытое письмо российским философам. Вып. 46. Ценологические исследования". М., 2011). По мнению Лекторского, социокультурные законы научного прогресса нельзя редуцировать к законам биологической эволюции. Но «биологический» подход имеет место и в некоторых трактовках технического прогресса. Ряд представителей буржуазной философии техники уподобляет технические системы биологическим популяциям, состоящим из отдельных «изделий» (особей) и подчиняющимся собственным законам техноэволюции. Не избежали подобной редукции социальные законы проектирования и использования техники к биологическим законам саморазвития живых организмов и биосферы и некоторые советские авторы — Б. И. Кудрин, провозглашающий «эквивалентность построения технических, биологических и информационных систем». Философские вопросы технического знания. ИФ АН СССР. М.: Наука, 1984. 296 с.
(с. 173—174).
В монографии «Понятие и современные концепции техники» (М.: ИФ РАН, 2006) В. М. Розин, д. филос. н., профессор ИФ РАН, изложил концепции, внёсшие существенный вклад в философское понимание техники. Это концепция техники П. Энгельмейера и Э. Каппа; концепция М. Хайдеггера (для которого «сущность техники — не инженерное творчество, удовлетворяющее потребности человека, а объективный процесс»); концепция техники Б. Кудрина и, затем, концепция техники Х. Сколимовски.
В монографии «Философия техносферы» (М.: ЛКИ, 2008) Попкова Н. В., докт. филос. н., к.т. н., проф. Брянского ГТУ, отмечает верность подхода Б. И. Кудрина при рассмотрении технической реальности, соглашается с его трактовкой техноэволюции и, видя «в техносфере иерархическую систему техноценозов как территориально-производственных комплексов… техноценозы это первичные системы техногенного происхождения, выделяемые с определённой долей конвенционности». Согласно концепции Кудрина, «выделение техноценоза… есть акт воображения, нечто идеальное, что может материализоваться в действиях и быть зафиксировано документом».
В монографии «Материальное производство в археологическую эпоху» (СПб.: Алетейя, 2011) проф. Исторического ф-та МГУ, член РАЕН, д. ист. наук Щапова Ю. Л. рассматривает древние техноценозы на протяжении семи миллионнолетий (6765 тыс. л. до н. э.), начиная с зарождения Homo sapiens и выстраивая генетически подтверждённую модель антропогенеза. Монография опирается на основные теоретические положения теории техноценозов Б. И. Кудрина (приоритет 1976 г.), изложенных в прил. 1 (с. 198—206). Подобная модель использована Бадалян Л. Г. и Криворотовым В. Ф., которыми рассмотрен «биоэкологический подход к истории и показано, что человеческие общества, независимо от времени и места, представляют собой техноценозы, не слишком отличные от природных ценозов и тоже регулируемые ресурсами пищи». За прошедшие 7 тыс. лет ими выделены 6 периодов, и каждый представлял собой построение ценоза, которое осуществлялось благодаря фундаментальному открытию эпохи. Мы в очередной раз стоим на пороге нового техноценоза. Де-факто происходили отбор и быстрая доводка ведущей технологии следующего ценоза на фоне демонтажа старых индустрий, что предполагало переход на новый энергоноситель. Стадии развития организмов-ценозов закономерны, а устойчивость модели открывает дорогу для прогнозирования (Экономические стратегии: 2007, № 1; 2007, № 8; 2008, № 1, 3, 4 и Бадалян Л. Г., Криворотов В. Ф. История. Кризисы. Перспективы: Новый взгляд на прошлое и будущее, 2010).
Подробно в популярной форме Ю. Г. Чирков рассмотрел работы Б. И. Кудрина в книге «Дарвин в мире машин», изд. 2-е, испр. и доп. (М.: Ленанд, 2012), особенно обратив внимание на вездесущую гиперболу, науку Электрику, на действие человека (ЛПР) «по законам беззакония».

## Редакторская деятельность
Редактирование с 1960 года заключалось в выпуске проектных и обосновывающих записок, отзывов и предложений. С 1969 года редактировались научные отчёты, статьи, книги. Как главный редактор выпускал следующие продолжающиеся и периодические издания:
- Электрификация металлургических предприятий Сибири. 13 выпусков. 1971–2007 гг.
- Тематическая подборка журнала «Сталь», 1989, № 5 по результатам создания «САПР-Чермет».
- Информационный банк «Черметэлектро» (1995) по электрическим показателям; общим, удельным расходам электроэнергии и производству генеральной совокупности предприятий чёрной металлургии за 1970–1990 годы.
- Материалы семинаров и конференций Московского Дома научно-технической пропаганды. 17 выпусков. 1976–1993 гг.
- Доклады Московского общества испытателей природы: МОИП при МГУ. Общая биология. 11 выпусков. 1982, 1985–1989, 1998, 2003, 2009 гг.
- Technogenesis // Global Studies Encyklopedia. 2003 г.
- Журнал «Математические и экономические модели в оперативном управлении производством». Вып. 1 (1995) – 10 (1999).
- Ежемесячный журнал «Электрика». 2001–2011 гг. (123 журнала).
- Шесть номеров журнала «Общая и прикладная ценология». 2007 г.
- Составление и редактирование словаря «Философия техники» (2008), Терминологического словаря по технетике Маркса Попова (2009), отдельных словарных статей в книгах: 94 – Технетика (1993); 10 - Техническое творчество. Словарь (1995); 9 – Глобалистика. Энциклопедия (2003); 14 – Глобалистика. Международный энциклопедический словарь (2006); 18 – Сводная библиография (2009); 30 – Философский словарь инженера (2010)
- Ценологические исследования (включая ежегодник «Общая и прикладная ценология»), 1996–2012 гг. – 48 выпусков.
- Фёдоровские чтения. Четыре выпуска, 2009–2012 гг..

### Общая и прикладная ценология
- Кудрин Б. И. Распределение электрических машин по повторяемости как некоторая закономерность // Электрификация металлургических предприятий Сибири. Вып. 2. — Томск: Изд-во Томск. гос. ун-та, 1974. — С. 31-40.
- Кудрин Б. И. Применение понятий биологии для описания и прогнозирования больших систем, формирующихся технологически // Электрификация металлургических предприятий Сибири. Вып. 3. — Томск: Изд-во Томск. гос. ун-та, 1976. — С. 171—204.
- Кудрин Б. И. Научно-технический прогресс и формирование техноценозов // ЭКО: Экономика и организация промышленного производства.1980.№ 8. — С.15-28.
- Кудрин Б. И. Исследования технических систем как сообществ изделий — техноценозов // Системные исследования. Методологические проблемы. Ежегодник 1980. — М.: Наука, 1981. — С. 236—254
- Кудрин Б. И. Отбор: энергетический, естественный, информационный, документальный. Общность и специфика // Электрификация металлургических предприятий Сибири. Вып. 5. — Томск: Изд-во Томск. гос. ун-та, 1981. — С. 111—187.
- Крылов Ю. К., Кудрин Б. И. Целочисленное аппроксимирование ранговых распределений и идентификация техноценозов. Вып. 11. «Ценологические исследования». — М.: Центр системных исследований, 1999. — 80 с.
- Кудрин Б. И. Прав ли проф. В.Строев. На пути ценологических исследований зажжён красный свет. Вып. 20. «Ценологические исследования». — М.: Центр системных исследований, 2002. — 212 с.
- Кудрин Б. И. Самодостаточность общей и прикладной ценологии / Техногенная самоорганизация и математический аппарат ценологических исследований. Вып. 28. «Ценологические исследования». — М.: Центр системных исследований, 2005. — С. 7-60.
- Гнатюк В. И. Закон оптимального построения техноценозов. Вып. 29. «Ценологические исследования». — М.: Изд-во ТГУ — Центр системных исследований, 2005. — 384 с.
- Кудрин Б. И. Два открытия: явление инвариантности структуры техноценозов и закон информационного отбора. Вып. 44. «Ценологические исследования». — М.: Технетика, 2009. — 82 с.
- Фуфаев В. В. Ценологическое определение параметров электропотребления, надёжности, монтажа и ремонта электрооборудования предприятий региона. Монография. — М.: Центр системных исследований, 2000. — 320 с.
- Ценологические исследования распределений простых чисел (30-летие открытия). Под ред. В. В. Фуфаева. — Москва — Абакан: Центр системных исследований, 2004. — 144 с.
- Кудрин Б. И. Мои семь отличий от Ципфа // Общая и прикладная ценология. 2007. № 4. — С. 25-33.
- Кудрин Б. И. О научных картинах мира. Ликбез для замшелых учёных и упёртых чиновников // Электрика. 2011. № 1. — С. 31-37.
- Общая и прикладная ценология применительно к электричеству. 17 лекций // Электрика. 2007, № 9 — 2009, № 1.
- Кудрин Б. И. Гипотеза третьей научной картины мира. Вып. 47. «Ценологические исследования». — М.: Технетика. — С. 6 — 17.
- Кудрин Б.И. Использование модели простых чисел при ценологических исследованиях. / В мире научных открытий. Сер «Математика.  Механика, Информатика: 2011, №1 (13). С. 160–167.
- Кудрин Б.И. Не новые новости: будни неприятия ценологии. Неценологическая обыденность, или к чему мы идём? – Общая и прикладная ценология. Вып. 48. "Ценологические исследования". – М.: Технетика, 2012. – 88 с.
- Кудрин Б.И. Ноосферные основания постклассической картины мира и парадигма эволюции технического / В.И.Вернадский и ноосферная парадигма развития общества, науки и культуры, образования и экономики в XXI веке: коллективная научная монография. В 3-х томах. Том 2. 588 с. (по материалам юбилейной Международной науч. конф., посвящённой 150-летию В.И.Вернадского, 12–14 марта 2013 г.) – СПб: Астерион, 2013. С. 373–388.

### Технетика
- Кудрин Б. И. Введение в технетику. 2-е изд., переработ. и доп. — Томск: Изд-во Томск. гос. ун-та, 1993. — 552 с.
- Кудрин Б. И. Техноценозы и стандартизация // Стандарты и качество.1993.№ 12. — С.49-56.
- Кудрин Б. И. Античность. Символизм. Технетика. — М.: Электрика, 1995. — 120 с.
- Кудрин Б. И. Философия и становление технетики. Автореф. дисс. на соиск. уч. ст. докт. филос. наук. Вып. 2. «Ценологические исследования». — Абакан: Центр системных исследований. 1996. — С. 382—424.
- Кудрин Б. И. Зачем технарию Платон? Постклассическое видение техники. — М.: Электрика, 1996. — 216 с.
- Любищев А. А. Линии Демокрита и Платона в истории культуры / Кудрин Б. И. Составление, редактирование, предисловие, заключительная статья. — М.: Электрика, 1997. — 408 с.
- Кудрин Б. И. Третья научная картина мира // Мост. Журнал для промышленников.1999. № 10. — С.46-48.
- Кудрин Б. И. Технетика: изменение парадигмы / Онтология и гносеология технической реальности. (Новгород Великий, 21-23 января 1998 г.). Вып. 5. «Ценологические исследования». — М.: Центр системных исследований, 1998. — С. 13 — 40.
- Кудрин Б. И Философско-технетические основания третьей научной картины мира / Техническая реальность в XXI веке. / (Омск, 20-22 января 1999 г.). Вып. 8. "Ценологические исследования. — М.: Центр системных исследований, 1999. — 256с.
- Кудрин Б. И. Читая «Очерки философии техники» / Философские основания технетики: I. Православие и современная техническая реальность. II. Онтология технической реальности и понятийное сопровождение ценологического мировоззрения. III. Математический аппарат структурного описания ценозов и гиперболические Н-ограничения. Вып. 19. «Ценологические исследования». — М.: Центр системных исследований, 2001. — С. 140—172.
- Кудрин Б. И. Техногенная самоорганизация. Вып. 25. «Ценологические исследования». — М.: Центр системных исследований, 2004. — 248 с.
- Кудрин Б. И. Классика технических ценозов. Общая и прикладная ценология. Вып. 31. «Ценологические исследования». — Томск: Томск. гос. ун-т — Центр системных исследований, 2006. — 220 с.
- Кудрин Б. И. Постнеклассическая философия техники: конспект по философии технетики // Общая и прикладная ценология. 2007. № 6. — С. 3 — 9.
- Кудрин Б. И. Основания постнеклассической философии техники: философия технетики. Вып. 36. «Ценологические исследования». — М.: Технетика, 2007. — 196 с.
- Кудрин Б. И. Концепция стандартизации и теория ценозов Ч.1 // Стандарты и качество. 2008. № 5. Ч.2. 2008. № 6.
- Философия техники: классическая, постклассическая, постнеклассическая. Словарь / Под общ. ред проф. Б. И. Кудрина — М.: Технетика, 2008. — 180 с.
- Кудрин Б. И. О новом и былом. Открытое письмо российским философам. Вып. 46. «Ценологические исследования». — М.: Технетика, 2011. — 16 с.
- Кудрин Б.И. Биологическая и техническая реальности / Межд. сб. науч. тр. МОИП и МУОР, посв. году Германии в России, естественные и гуманитарные науки – устойчивому развитию общества. М.: Альтекс, 2012. С 85–89.

### Проектирование и электрика
- Кудрин Б. И. К вопросу о проектировании электроремонтных цехов металлургических заводов // Промышленная энергетика. — 1969. — № 11. — С.15-16.
- Кудрин Б. И. О некоторых вопросах теротехнологии электрического хозяйства крупных промышленных предприятий // Электрификация металлургических предприятий Сибири. Вып. 3. — Томск: Изд-во Томск. гос. ун-та, 1976. — С. 97-145.
- Кудрин Б. И. О некоторых проблемах исследования электрического хозяйства металлургических предприятий // Электрификация металлургических предприятий Сибири. Вып. 4. — Томск: Изд-во Томск. гос. ун-та, 1978. — С. 7-72.
- Кудрин Б. И. Электроэнергетика чёрной металлургии. Передовая // Сталь. 1979. № 10. — С. 730—734.
- Кудрин Б. И. Ремонт и обслуживание электротехнического оборудования заводов чёрной металлургии // Промышленная энергетика. 1979. № 11. — С. 31-35.
- Кудрин Б. И. Электроремонт на Оскольском электрометаллургическом комбинате // Промышленная энергетика. 1980. № 5. — С. 23-38.
- Кудрин Б. И. Проблемы развития электрохозяйства чёрной металлургии // Промышленная энергетика. 1982. № 3. — С. 2-6.
- Кудрин Б. И. Основы комплексного метода расчета электрических нагрузок // Промышленная энергетика. 1986, № 11; 1987, № 8;. 1989, № 1.
- Кудрин Б. И. Электрика: некоторые теоретические основы // Электрификация металлургических предприятий Сибири. Вып. 6. — Томск: Изд-во Томск. гос. ун-та, 1989. — С. 5-73.
- Кудрин Б. И. План ГОЭЛРО и развитие топливно-энергетического комплекса страны // Промышленная энергетика.1992. № 12. — С. 2-8.
- Кудрин Б. И. О внутризаводском электроснабжении и электрооборудовании // Электротехника.1995. № 9. — С. 17-22.
- Кудрин Б. И. История и основы теории электроснабжения промышленных предприятий // Промышленная энергетика. 1995. № 9. — С. 2-7.
- Кудрин Б. И. Электроснабжение промышленных предприятий: Учебник для вузов. — М.: Энергоатомиздат, 1995. — 416 с.
- Информационный банк «Черметэлектро». Кудрин Б. И.: копирайт, 1995 — М.: Электрика, 1995. — 400 с.
- Кудрин Б. И. Электрика как развитие электротехники и электроэнергетики. 3-е изд., испр. — Томск: Изд-во Томск. ун-та, 1998. — 40 с.
- Кудрин Б. И., Фуфаев В. В. Статистические таблицы временных рядов Н-распределений. Справочник в 2 т. Т. 1. Электрооборудование.
- Вып. 13. «Ценологические исследования». — Абакан: Центр системных исследований, 1999. — 352 с.
- Авдеев В. А., Кудрин Б. И. Советская школа проектирования чёрной металлургии. — М.: Машиностроение, 2000. — 416 с.
- Кудрин Б. И. Электрика: Вступая в тысячелетие // Электрика. 2001. № 1. — С. 2-5.
- Кудрин Б. И. Проектное обеспечение реструктуризации электрического хозяйства чёрной металлургии // Сталь. 2001. № 2. — С. 84-88.
- Авдеев В. А., Друян В. М., Кудрин Б. И. Основы проектирования металлургических заводов. Справочное издание. М.: Интермет Инжиниринг, 2002. — 464 с.
- Кудрин Б. И. Организация, построение и управление электрическим хозяйством промышленных предприятий на основе теории больших систем. Дисс…. докт. техн. наук по спец. 05.14.06 — Электрические системы и управление ими. Вып. 24. «Ценологические исследования». — Томск: Том. политех. ин-т, 1976. — М.: Центр системных исследований. 2002. — 368 с.
- Кудрин Б. И. О государственном плане рыночной электрификации России // Мост. Журнал для промышленников. 2002. № 51. — С. 34-36.
- Кудрин Б. И. О государственном плане рыночной электрификации России (окончание) // Мост. Журнал для промышленников. 2002. № 52. — С. 42-44.
- Кудрин Б. И. Ретроспективный и перспективный взгляды на электропотребление в электрометаллургии. Ч. 1. Индустриальный этап развития электросталеплавильного производства // Электрометаллургия. 2003. № 10. — С. 2-11.
- Кудрин Б. И. Ретроспективный и перспективный взгляды на электропотребление в электрометаллургии. Ч. 2. Классический и вероятно-статистический методы определения электропотребления // Электрометаллургия. 2003. № 11. — С. 3-12.
- Кудрин Б. И. Ретроспективный и перспективный взгляды на электропотребление в электрометаллургии. Ч.3. Критический анализ и практические расчёты // Электрометаллургия. 2003. № 12. — С. 3-11.
- Кудрин Б. И. Учёт и планирование электропотребления в прокатном производстве на основе принципов ценологической самоорганизации// Производство проката. — 2004. — № 11. — С. 34-47.
- Кудрин Б. И. Возобновляемая энергетика как часть концепции рыночной электрификации России // Ресурсы. Технологии. Экономика. 2004. № 3; № 4; № 5.
- Кудрин Б. И. О государственном плане рыночной электрификации России. 48-е заседание Семинара Ин-та народнохоз. прогнозирования. — М.: Изд-во ИНП, 2005. — 205 с.
- Кудрин Б. И. О стратегии развития России // Атомная стратегия. — Октябрь 2006. — № 5 (25). — С. 4-5.
- Кудрин Б. И. О плане электрификации России // Экономические стратегии. — 2006. — № 3. — С. 30-35.
- Кудрин Б. И., Гамазин С. И., Цырук С. А. Электрика: классика, вероятность, ценология. Моно-графическое издание. Вып. 34. «Ценологические исследования». — М.: Технетика, 2007. — 348 с.
- Кудрин Б. И. Реформа электроэнергетики и права потребителей // Промышленная энергетика. 2007. № 2. С. 2-8.
- Кудрин Борис. Децентрализация энергетики — спасение для страны, монопольное мышление — путь в никуда // Инновации в электроэнергетике — 2009. — № 3. — С. 38-43.
- Кудрин Б. И. Электроснабжение промышленных предприятий; учебно-справочное пособие. — М.: Теплотехник, 2009. — 698 с.
- Кудрин Б. И. О концепции государственного плана рыночной электрификации России // Электрика. — 2009. — № 8. — С. 3-12.
- Справочник по энергоснабжению и электрооборудованию промышленных предприятий и общественных зданий / Под общ. ред. профессоров МЭИ (ТУ) Гамазина С. И., Кудрина Б. И., Цырука С. А. — М.: Издательский дом МЭИ, 2010. — 745 с.
- Энергоэффективность: рейтинг российских регионов по электропотреблению за 1990—2010 гг. // Электрика. — 2010. — № 8. — С. 3-15.
- Кудрин Б. И. 50-летняя стратегия развития электроэнергетики России // Экономические стратегии.2010 № 4. — С40 — 47.
- Кудрин Б. И. Системы электроснабжения: учеб. пособие для студ. учреждений высш. проф. образования. М.: Издательский центр «Академия», 2011. — 352 с.
- Кудрин Б. И. О долговременной стратегии развития отечественной электроэнергетики // Электрика. 2011. № 2. — С. 3 — 11.
- Кудрин Б.И. Электроснабжение. Учебник для студентов вузов, обучающихся по направлению подготовки «Электроэнергетика и электротехника». 2-е изд., перераб. и доп. М.: Академия, 2012. 352 с.
- Кудрин Б.И. Стратегия электроэнергетики и стратегия электрики России до конца 21 века // Вести в электроэнергетике. 2012. № 3. С. 18–29.
- Кудрин Б.И. Стратегия энергоэффективности и электрообеспечения потребителей до 2060 г. Доклад 28.02.2012 г. на 127-м заседании Открытого семинара «Экономические проблемы энергетического комплекса». М.: Изд-во Института народнохозяйственного прогнозирования. 51 с.
- Кудрин Б.И., Жилин Б.В., Матюнина Ю.В. Электроснабжение потребителей и режимы. Учебное пособие для вузов. Утв. УМО вузов России по образованию для студентов, обучающихся по направлению подготовки 140400 «Электроэнергетика и электротехника». М.: Изд. дом МЭИ, 2013. 412 с.